# Grenen

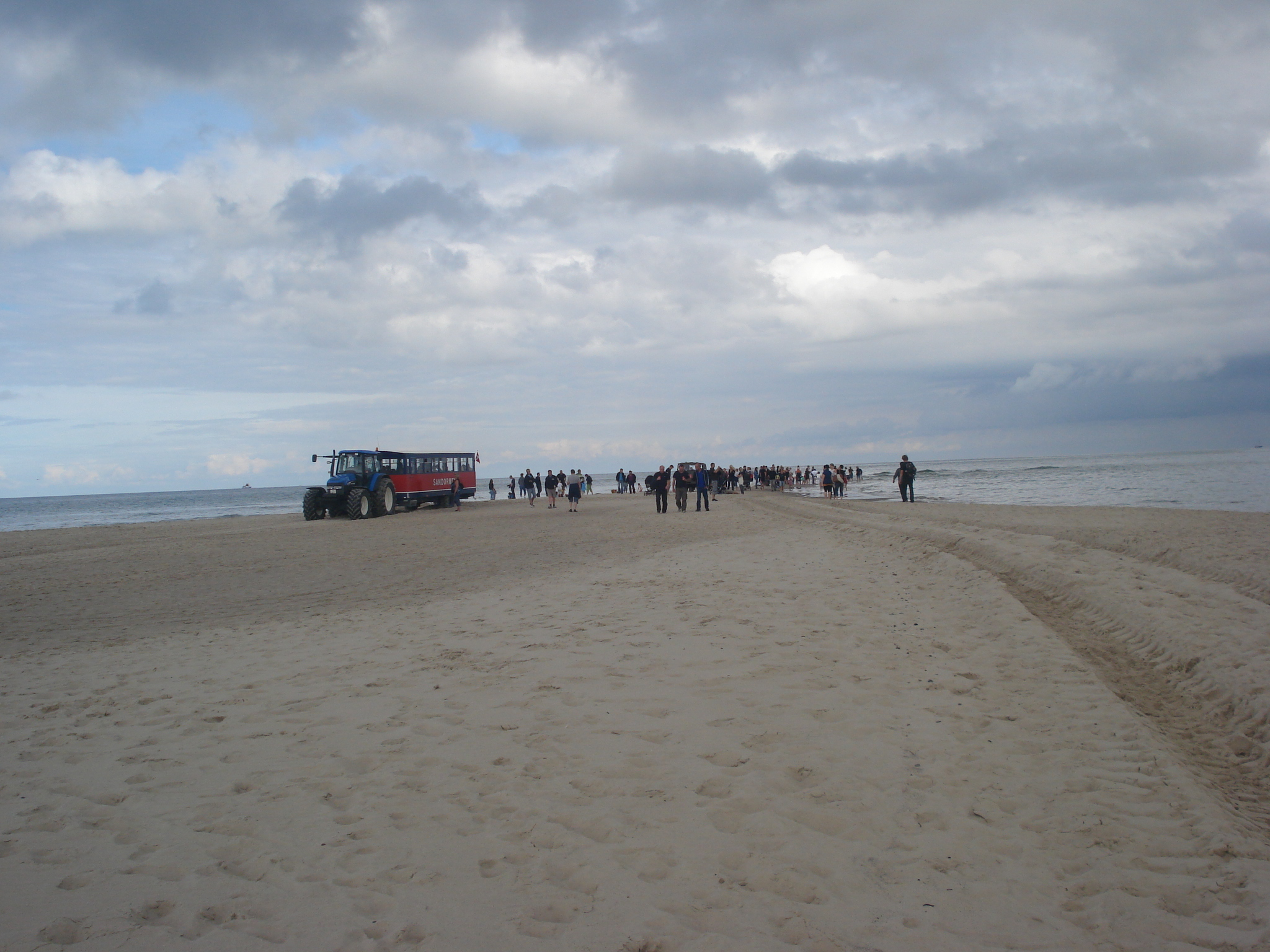
Grenen

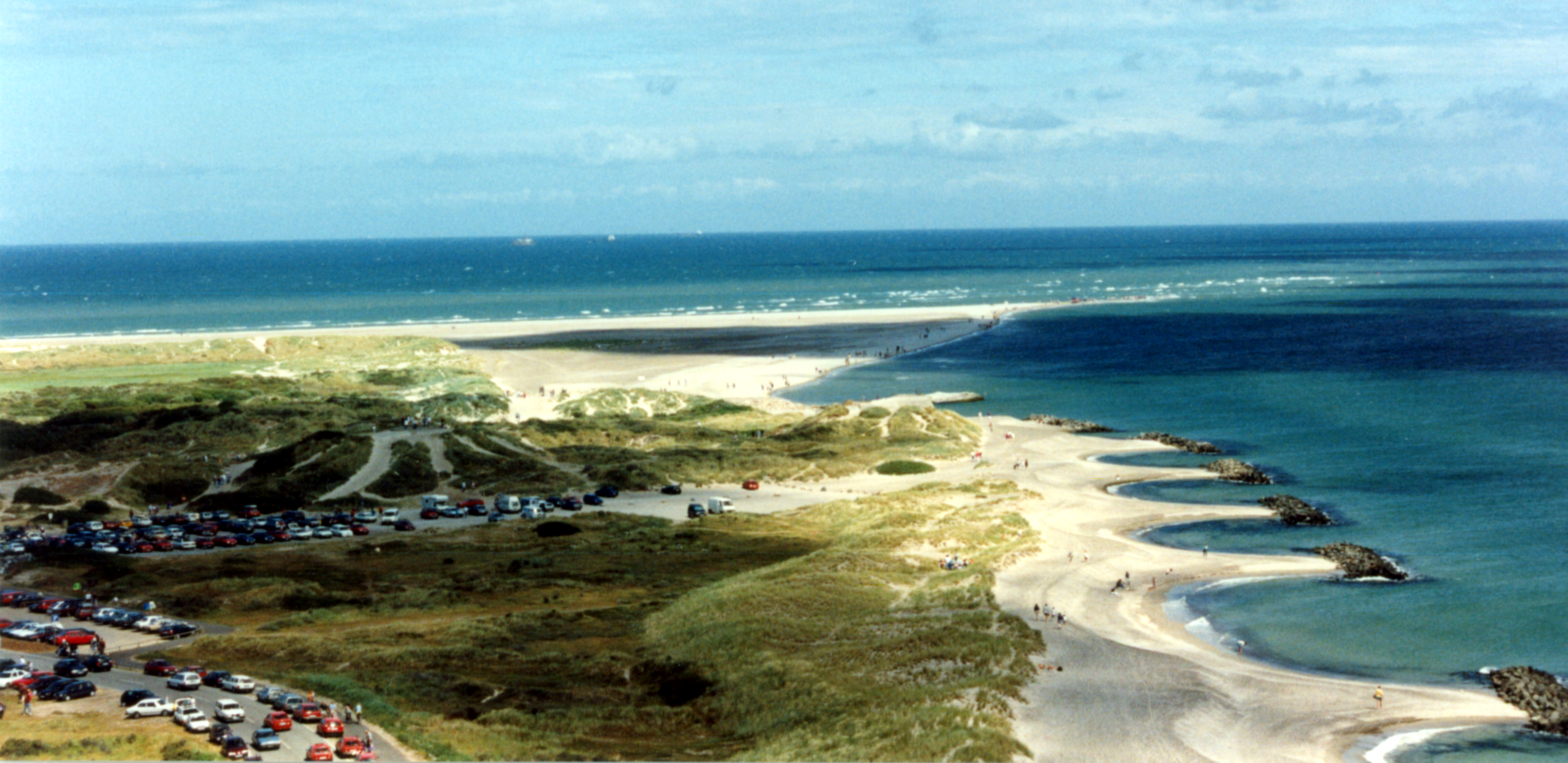
Grenen visto de sul

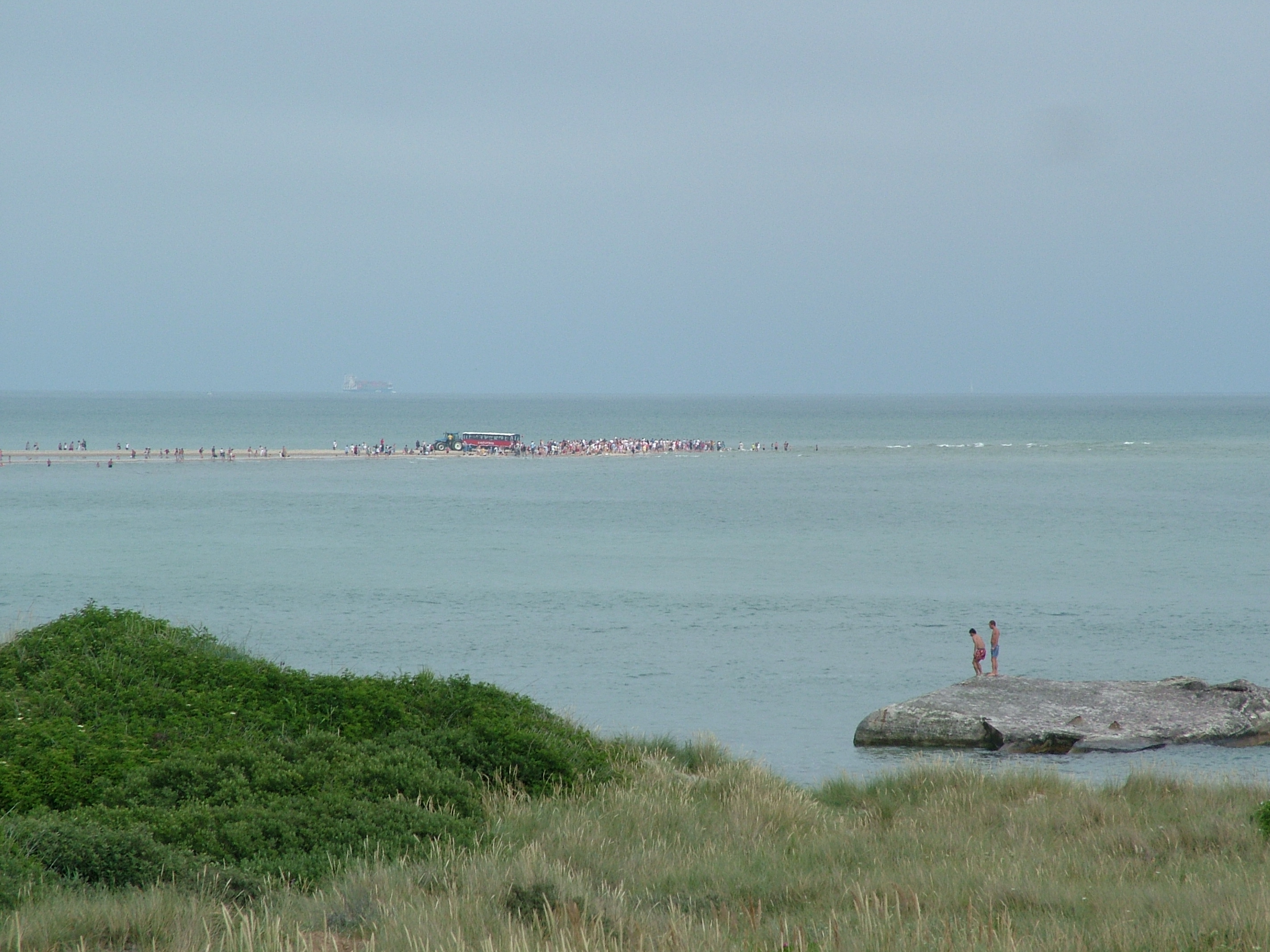
Grenen

A ponta de Grenen (em língua dinamarquesa significa "ramo") é uma faixa de terra situada no extremo norte da península da Jutlândia, na Dinamarca, perto da cidade de Skagen. Constitui o ponto mais a norte da Dinamarca (excluindo a Gronelândia e as Ilhas Feroé).
Em Grenen encontra-se a divisa entre o Mar do Norte e o Escagerraque (a oeste) e o Mar Báltico (a leste).